# Willy Salazar
Willy Salazar est un boxeur mexicain né le 18 août 1964 à Guadalajara.

## Carrière
Passé professionnel en 1980, il remporte au cours de sa carrière le titre de champion du Mexique dans la catégorie poids mouches (à 4 reprises entre 1986 et 1988) et super-mouches (1995) et devient champion d'Amérique du Nord NABF des poids mi-mouches en 1987 après sa victoire aux points contre Jose Manuel Diaz. Salazar échoue par deux fois en championnat du monde mais crée la surprise le 8 septembre 1995 en battant Danny Romero. Il met un terme à sa carrière en 1997 sur un bilan de 43 victoires, 27 défaites et 1 match nul.